# Brigantium Triathlon

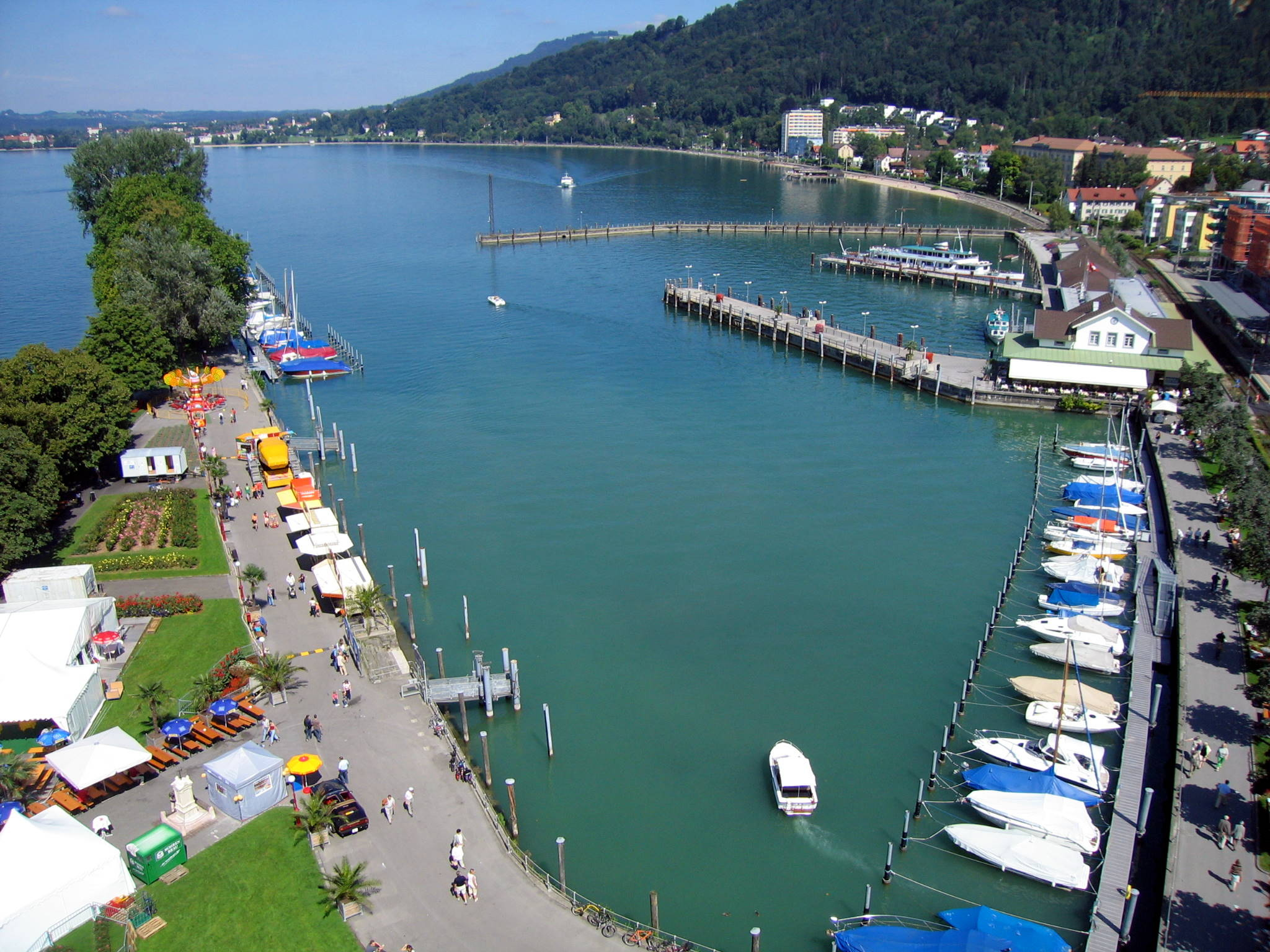
Bregenzer Hafen; Blick auf den Bodensee

Der Brigantium Triathlon war eine österreichische Triathlon-Sportveranstaltung am Bodensee-Ufer bei Bregenz.

## Organisation
Dieser Triathlon-Bewerb wurde zwischen 2001 und 2006 sechsmal über die olympische Distanz (1,5 km Schwimmen, 40 km Radfahren und 10 km Laufen) mit internationaler Beteiligung ausgetragen.
2004 holte sich den Sieg der Deutsche Faris Al-Sultan, der im Folgejahr auf Hawaii zum Ironman-Weltmeister gekürt wurde. Die Schwimmdistanz wurde im Bodensee absolviert. Die Radetappe führte von Bregenz in Richtung Bregenzerwald und wieder zurück nach Bregenz, wo schließlich entlang des Bodenseeufers gelaufen wurde.
Aufgrund stagnierender Teilnehmerzahlen wurde der Bewerb nach 2006 nicht mehr ausgetragen.
Nachfolgeveranstaltungen sind seit 2017 der Triathlon Bregenz über die olympische Distanz sowie der 2012 wieder aufgenommene Trans Vorarlberg Triathlon, ein Triathlon über die Mitteldistanz (3 km Schwimmen, 120 km Radfahren und 15 km Laufen) mit Start in Bregenz.

## Ergebnisse
| Datum/Jahr    | Männer             | Männer               | Männer               | Frauen                  | Frauen             | Frauen             |
| Datum/Jahr    | Erster Platz       | Zweiter Platz        | Dritter Platz        | Erster Platz            | Zweiter Platz      | Dritter Platz      |
| ------------- | ------------------ | -------------------- | -------------------- | ----------------------- | ------------------ | ------------------ |
| 13. Aug. 2006 | Shanon Barnett     | Stefan Rieder        | Marc Ruhe            | Karin Salzmann          | Nicole Klingler    | Renate Forstner    |
| 14. Aug. 2005 | Jan van Berkel     | Albuin Schwarz       | Dominik Berger       | Daniela Ryf             | Renate Forstner    | Nicole Klingler    |
| 15. Aug. 2004 | Faris Al-Sultan    | Dominik Rechtsteiner | Peter Schoissengeier | Nicole Klingler -2-     | Karin Salzgeber    | Ina Reinders       |
| 17. Aug. 2003 | Albuin Schwarz     | Peter Schoissengeier | Markus Löw           | Nicole Klingler         | Verena Klocker     | Karin Fiebig       |
| 11. Aug. 2002 | Dominik Berger -2- | Paul Reitmayr        | Thomas Kresser       | Karin Salzmann          | Verena Klocker     | Andrea Hollenstein |
| 26. Aug. 2001 | Dominik Berger     | Wolfram Berger       | Thomas Vonach        | Jasmine Keller-Hämmerle | Andrea Hollenstein | Monika Schwaninger |